# Giovanni I di Oldenburg
Giovanni I di Oldenburg (in tedesco: Johann I von Oldenburg; Oldenburg, circa 1204 – 1268/1270) è stato un nobile tedesco, conte di Oldenburg dal 1233 fino alla sua morte.
Era figlio Cristiano II di Oldenburg e Agnese di Altena-Isenburg.

## Biografia
Giovanni I di Oldenburg fu conte di Oldenburg dal 1233 fino alla sua morte. Suo padre, Cristiano II di Oldenburg, aveva governato insieme a suo zio, Ottone. Dopo la morte di Cristiano II nel 1233, Ottone I funse da tutore per il minorenne Giovanni I. Quando Giovanni I divenne maggiorenne, governò insieme ad Ottone. Dopo la morte di Ottone I di Oldenburg, Giovanni I regnava da solo. Nel 1244 Ottone I e Giovanni I fondarono insieme il monastero cistercense Rosenthal a Menslage. Nel 1251, il monastero si trasferì in una fortezza nella foresta di Börsteler, che era già di proprietà di Giovanni I. Nel 1258 e nel 1259 combatté nella faida del principe arcivescovile di Brema a fianco di sua cugina Hildebold di Wunstorf contro Rüstringen, Östringen e Stedingen. Terminata la faida, ha mantenuto i territori che aveva conquistato. Dopo una disputa con la città di Brema, dovette cedere il castello di Berna. In sostituzione, Giovanni I e suo zio costruirono un castello a Delmenhorst, che provocò una forte reazione da parte di Stedingen. Come i suoi predecessori, ebbe molte controversie con i suoi parenti, i conti di Oldenburg-Wildeshausen. Alla fine, la loro contea fu divisa tra i vescovi di Münster e Brema. Ciò fece sì che Oldenburg e Delmenhorst fossero quasi completamente circondati da questi territori e portò a secoli di controversie tra i conti di Oldenburg ei due principi-vescovi. Giovanni I era un antenato patrilineare diretto di molti sovrani di Danimarca ed imperatori Russi come Nicola II di Russia e Alessandro III di Russia.

## Matrimonio e discendenza
Circa nel 1230 Giovanni I di Oldenburg ha sposato Richeza di Hoya-Isenburg (una figlia del conte Enrico II di Hoya) e hanno avuto i seguenti figli:
- Heilwig di Oldenburg e Bentheim-Tecklenburg, che nel 1250 sposò Ekbert di Bentheim-Tecklenburg
- Cristiano III di Oldenburg
- Maurice di Wildeshausen
- Ottone II di Oldenburg

## Ascendenza
|                               |                    |                                     | Genitori              |  |  | Nonni |  |  | Bisnonni                 |  |  | Trisnonni              |  |
|                               |                    |                                     |                       |  |  |       |  |  | Cristiano I di Oldenburg |  |  | Elimar II di Oldenburg |  |
|                               |                    |                                     |                       |  |  |       |  |  | Cristiano I di Oldenburg |  |  | Elimar II di Oldenburg |  |
|                               |                    | Eilika von Werl-Rietberg            |                       |  |  |       |  |  | Cristiano I di Oldenburg |  |  |                        |  |
| Maurizio I di Oldenburg       |                    |                                     |                       |  |  |       |  |  | Cristiano I di Oldenburg |  |  |                        |  |
|                               |                    | Cunegonda di Versfleth              | Burcardo di Versfleth |  |  |       |  |  |                          |  |  |                        |  |
|                               |                    | Cunegonda di Versfleth              | Burcardo di Versfleth |  |  |       |  |  |                          |  |  |                        |  |
|                               |                    | Cunegonda di Versfleth              | …                     |  |  |       |  |  |                          |  |  |                        |  |
| Cristiano II di Oldenburg     |                    | Cunegonda di Versfleth              |                       |  |  |       |  |  |                          |  |  |                        |  |
|                               |                    | Otto di Hochstaden-Wickrath         | …                     |  |  |       |  |  |                          |  |  |                        |  |
|                               |                    | Otto di Hochstaden-Wickrath         | …                     |  |  |       |  |  |                          |  |  |                        |  |
|                               |                    | Otto di Hochstaden-Wickrath         | …                     |  |  |       |  |  |                          |  |  |                        |  |
| Salomè di Hochstaden-Wickrath |                    | Otto di Hochstaden-Wickrath         |                       |  |  |       |  |  |                          |  |  |                        |  |
|                               |                    | Adelaide                            | …                     |  |  |       |  |  |                          |  |  |                        |  |
|                               |                    | Adelaide                            | …                     |  |  |       |  |  |                          |  |  |                        |  |
|                               |                    | Adelaide                            | …                     |  |  |       |  |  |                          |  |  |                        |  |
| Giovanni I di Oldenburg       |                    | Adelaide                            |                       |  |  |       |  |  |                          |  |  |                        |  |
|                               | Eberardo I di Berg | Adolfo II di Berg                   |                       |  |  |       |  |  |                          |  |  |                        |  |
|                               | Eberardo I di Berg | Adolfo II di Berg                   |                       |  |  |       |  |  |                          |  |  |                        |  |
|                               | Eberardo I di Berg | Ermengarda di Diessen-Schwarzenberg |                       |  |  |       |  |  |                          |  |  |                        |  |
| Arnoldo I di Altena           | Eberardo I di Berg |                                     |                       |  |  |       |  |  |                          |  |  |                        |  |
|                               |                    | Adelaide di Kuik-Arnsberg           | Goffredo di Kuik      |  |  |       |  |  |                          |  |  |                        |  |
|                               |                    | Adelaide di Kuik-Arnsberg           | Goffredo di Kuik      |  |  |       |  |  |                          |  |  |                        |  |
|                               |                    | Adelaide di Kuik-Arnsberg           | Ida di Arnsberg       |  |  |       |  |  |                          |  |  |                        |  |
| Agnese di Altena-Isenburg     |                    | Adelaide di Kuik-Arnsberg           |                       |  |  |       |  |  |                          |  |  |                        |  |
|                               |                    | …                                   | …                     |  |  |       |  |  |                          |  |  |                        |  |
|                               |                    | …                                   | …                     |  |  |       |  |  |                          |  |  |                        |  |
|                               |                    | …                                   | …                     |  |  |       |  |  |                          |  |  |                        |  |
| Matilde di Styrum             |                    | …                                   |                       |  |  |       |  |  |                          |  |  |                        |  |
|                               |                    | …                                   | …                     |  |  |       |  |  |                          |  |  |                        |  |
|                               |                    | …                                   | …                     |  |  |       |  |  |                          |  |  |                        |  |
|                               |                    | …                                   | …                     |  |  |       |  |  |                          |  |  |                        |  |
|                               |                    | …                                   |                       |  |  |       |  |  |                          |  |  |                        |  |